# Rhene sanghrakshiti
Rhene sanghrakshiti là một loài nhện trong họ Salticidae.
Loài này thuộc chi Rhene. Rhene sanghrakshiti được Pawan U. Gajbe miêu tả năm 2004.